# بنزيلامين
البنزيل أمين Benzylamine هي مركب كيميائي له الصيغة C6H5CH2NH2. وهو يتألف من مجموعة بنزيل، C6H5CH2,ملحقة بمجموعة أمين وظيفية. هذا السائل عديم اللون هو خطوة تمهيدية شائعة في التخليق العضوي .

## التصنيع
يمكن أن تنتج البنزيل أمين من خلال عدد من الطرق، والطريق الصناعي الرئيسي هو تفاعل بنزيل كلوريد وأمونيا. وينتج أيضا عن طريق اختزال بينزونتريل والمختزل الأمين  من البنزالديهيد في مزيد من نيكل راني.

## الاستعمالات
يتم استخدامه كمصدر مانع من الامونيا، منذ بعد  N  - عملية الألكلة، مجموعة البنزيل يمكن إزالتها عن طريق hydrogenolysis:
C6H5CH2NH2  +  2 RBr  →   C6H5CH2NR2  +  2 HBr
C6H5CH2NR2  +  H2  →   C6H5CH3  +  R2NH